# Otto Hanrath

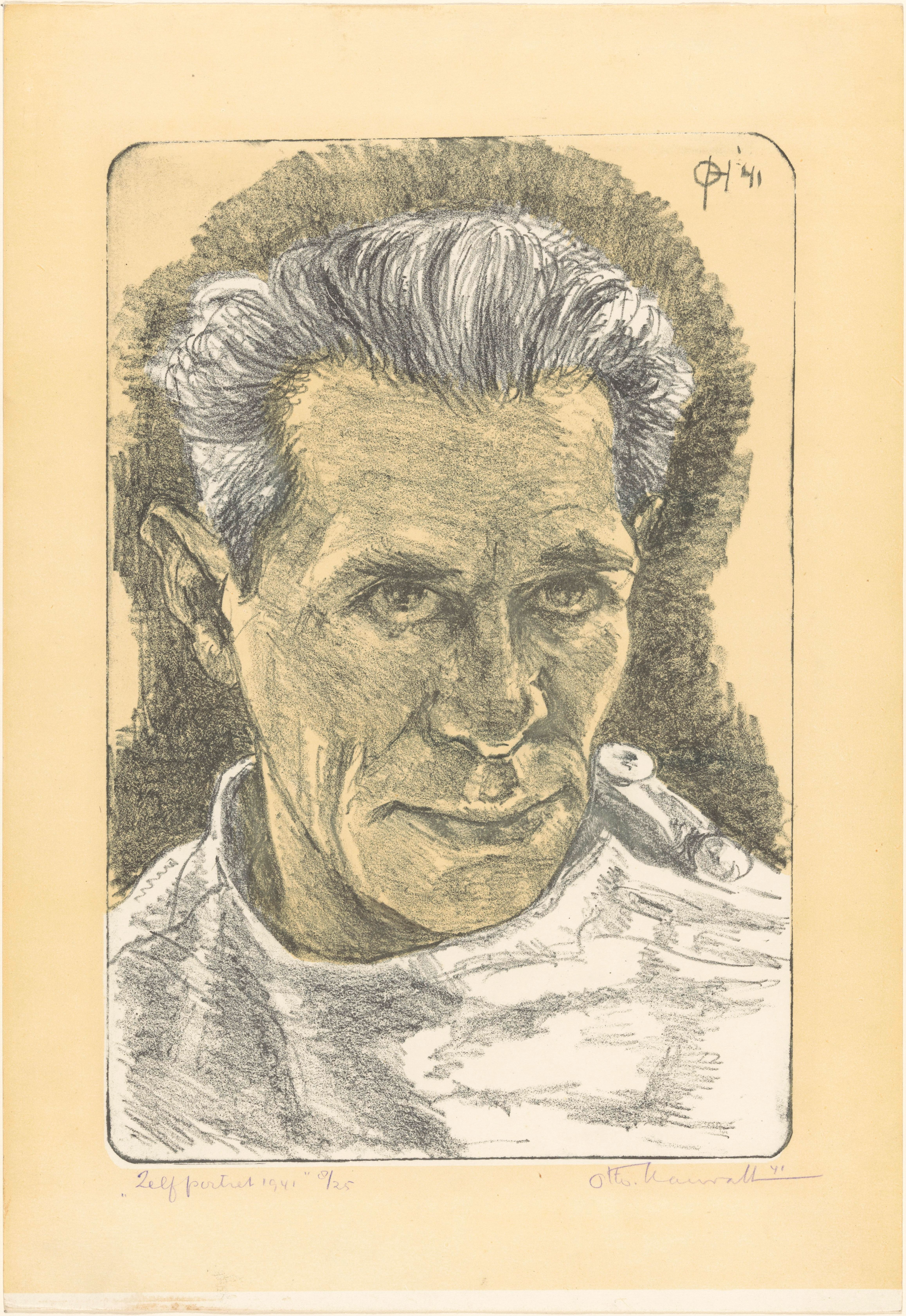
Zelfportret (1941)

Johan Otto Hanrath (Amsterdam, 8 april 1882 - Groesbeek, 13 september 1944) was een Nederlandse kunstschilder (schilderijen, aquarellen, tekeningen, etsen en litho's). Hij schilderde stillevens, bloemen, landschappen, portretten en figuren. Hij kreeg korte tijd les van Albert Hahn. Hij was een van de oprichters van kunstenaarsvereniging De Brug (1926) en werkte in die tijd in de stijl van de nieuwe zakelijkheid. Tevens was hij lid van de 'De Onafhankelijken', 'Sint Lucas' en 'Arti'. Onder het pseudoniem Maximnoff schreef hij ook enkele toneelstukken.
- Biografisch Portaal: 22534075
- RKD-Nederlands Instituut voor Kunstgeschiedenis: 35841
- Union List of Artist Names: 500073040
- Virtual International Authority File: 96194243